# Amalia Augusta van Beieren

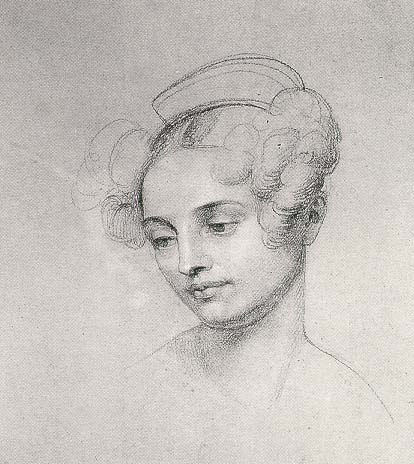
Prinses Amalia

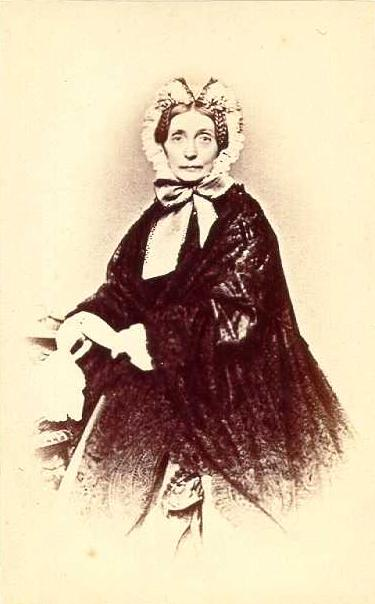
Amalia van Beieren

Amalia Augusta van Beieren (München, 13 november 1801 — Dresden, 8 november 1877), was een dochter van de Beierse koning Maximilaan I Jozef en diens tweede echtgenote Caroline van Baden. Zij was een tweelingzus van Elisabeth Ludovika, echtgenote van de latere koning Frederik Willem IV van Pruisen. Later zouden haar ouders overigens nog een tweeling krijgen: Sophie en Marie Anne.
Amalia onderhield een vaste correspondentie met haar zussen Sophie en Ludovika (de moeder van keizerin Elisabeth van Oostenrijk-Hongarije). Deze correspondentie is bewaard gebleven en vormt daardoor een van de voornaamste bronnen voor het leven van keizerin Elisabeth. 
In 1822 huwde zij met de latere koning van Saksen, Johan.
Het paar kreeg negen kinderen:
- Maria (22 januari 1827 - 8 oktober 1857)
- Albert (23 april 1828 - 19 juni 1902), huwde prinses Carola van Wasa
- Elizabeth (4 februari 1830 - 14 augustus 1912), trad in het huwelijk met Ferdinand Maria van Savoye-Carignano
- Ernst (5 april 1831 - 12 mei 1847)
- George (8 augustus 1832 - 15 oktober 1904), trad in het huwelijk met Maria Anna van Portugal
- Sidonia (16 augustus 1834 - 1 maart 1862), bleef ongehuwd
- Anna (4 januari 1836 - 10 februari 1859), huwde met Groothertog Ferdinand IV van Toscane
- Margaretha (24 mei 1840 - 15 september 1858), trad in het huwelijk met Karel Lodewijk van Oostenrijk
- Sophie (15 maart 1845 - 9 maart 1867), trad in het huwelijk met Karel Theodoor in Beieren

- Gemeinsame Normdatei: 10041544X
- Nationale Bibliotheek van Polen: a0000003175974
- Virtual International Authority File: 15116095
- WorldCat: E39PBJkp7qMPBWRvVRC9DdcVmd